# Stockholms köpmansklubb
Stockholms Köpmansklubb stiftades den 4 januari 1899 i syfte att öka personkontakterna mellan köpmän i Stockholm, som minskat till följd av telefonens utbredning.
Idag (2009) har klubben cirka 680 medlemmar. Bland klubbens skrifter märks Handel och näringsliv i Stockholm (480 sidor), utgiven 1948 med bidrag från många av tidens ledande personer i staden.